# 京旗常備軍
京旗常備軍，為清末時期的軍隊改編後的一支護衛隊。當時的洋務運動，清朝為了因應戰爭需要而開始積極籌備新軍，大部分將官也受到近現代軍工業的啟蒙，而有了京旗常備軍的出現，是個擁有當時較先進武器的部隊，主要由滿漢的八旗軍所組成，是支頗為精銳的部隊，創立於1902年。由袁世凱帶兵操練，在1903年時人數達3000餘人之多，曹錕為當時的第一協統領。在清朝完全覆滅以後，人丁全數編入北洋軍，後改稱北洋第一師。